# Восстание в Салониках (1916)
Восстание в Салониках или Движение национальной обороны (греч. Κίνημα της Εθνικής Αμύνης) — восстание 17 (30) августа 1916 года офицеров греческой армии, сторонников бывшего премьер-министра Элефтериоса Венизелоса, выступавших против нейтралитета, которого придерживалось королевское правительство в Афинах во время Первой мировой войны. При поддержке войск Антанты Салоникского (Македонского) фронта в результате государственного переворота венизелистами был установил контроль над большей частью северной Греции.

## Предыстория
После поражения Сербии и неудачи войск Антанты в Галлиполи греческое правительство Венизелоса 2 октября 1915 года согласилось на высадку союзников в Салониках, с тем чтобы операции против войск Центральных держав не затронули греческой территории. 5 октября началась высадка англо-французских частей в Салониках, которые затем в течение года с переменным успехом вели бои на Салоникском фронте против болгарских и австро-венгерских войск.
Нейтралитет Греции и прогерманские симпатии короля Константина и значительной части генералитета не устраивал Антанту, в первую очередь французское правительство, которое желало видеть Грецию безоговорочно в своих рядах против Германии. Французское правительство предоставило в распоряжение Венизелоса, ушедшего в декабре отставку и бойкотировавшего выборы в парламент, 2 млн. франков на предмет пропаганды в греческих войсках. Так как настроение греческой общественности колебалось в выборе между противоборствующими сторонами мирового конфликта, а греческий король не хотел вступать в войну, венизелисты стали готовить государственный переворот, создав в Салониках тайную военную организацию «Комитет национальной обороны». Главнокомандующий союзников на Балканах генерал Морис Саррай приветствовал их инициативу.

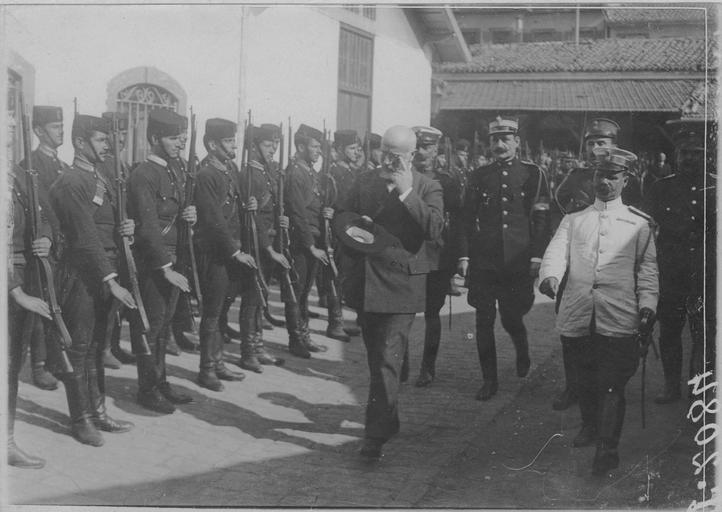
Прибытие Венизелоса в Салоники (октябрь 1916 г.)

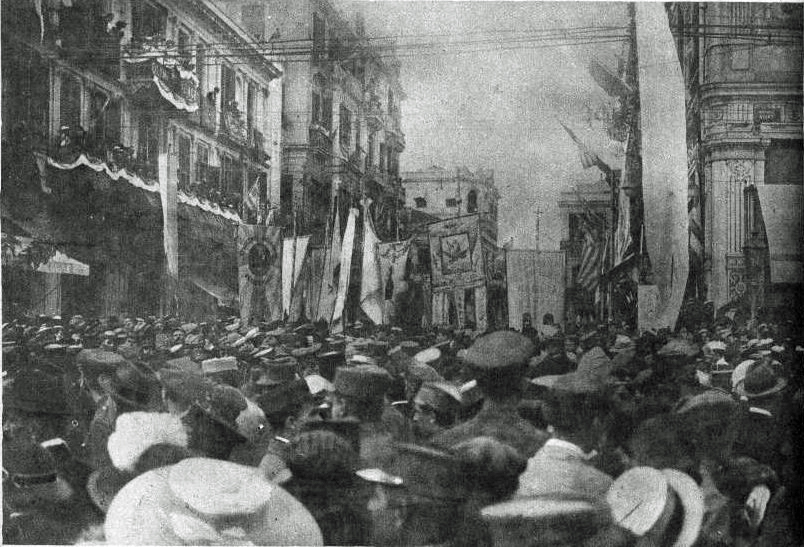
Толпа в Салониках приветствует Венизелоса

## Ход восстания
16 (29) августа подполковник Константинос Мазаракис-Эниан попытался захватить контроль над дивизионом горной артиллерии 11-й пехотной дивизии и повести его на фронт. Против этого выступил полковник Николаос Трикупис, начальник штаба и исполняющий обязанности командира III армейского корпуса, который направил две роты в артиллерийские казармы в Микро Карабурну, что вынудило Мазаракиса отказаться от своей попытки и уйти из казарм.
На следующий день, 17 (30) августа, венизелисты под командованием подполковника Эпаминондаса Зимвракакиса (около 600 человек критской жандармерии с тремя добровольческими ротами и тридцать других офицеров) блокировали штаб III корпуса. Комендантская рота попыталась прорвать блокаду и открыла огонь, в результате которого двое жандармов были убиты и трое ранены. В ответ венизелисты открыли ответный огонь, убив и ранив трех или четырех солдат. Перестрелка была остановлена вмешательством французских офицеров. Вскоре после этого прибыл Саррай и приказал отправить всех греческих офицеров, которые не присоединились к восстанию, в южную Грецию. Королевские войска были разоружены союзниками и интернированы в надежде, что они присоединятся к восстанию. Большинство из них отказалось, и их пришлось отправить в южную Грецию.

## Результаты
В результате переворота венизелистами был установлен контроль над Салониками и большей частью региона в целом. Вскоре после этого Венизелос прибыл в город с Крита, чтобы создать Временное правительство национальной обороны, которое вступило в Первую мировую войну на стороне Антанты. К концу 1916 года Франция и Великобритания, после неудачной попытки убедить короля вступить в войну, официально признали правительство Движения национальной обороны в Салониках законным правительством Греции. Начался так называемый «национальный раскол», продолжавшийся до июля 1917 года.